# جينيفر كولون
جينيفر كولون (بالإنجليزية: Jennifer Colón)‏ هي عارضة أمريكية، ولدت في 21 ديسمبر 1987 في هارتفورد في الولايات المتحدة.